# محمدعلی فرزین
میرزا محمدعلی خان معروف به کلوپ (۱۲۵۷–۱۳۲۰) که نام خانوادگی فرزین برگزید، دیپلمات و دولتمرد ایرانی و نخستین وزیر دربار محمدرضا شاه پهلوی بود.
او فرزند میرزا مسیح اصفهانی بود. در مدارس جدیدالتأسیس تهران و مدرسه دارالفنون تحصیل کرد. در دارالفنون با ذکاءالملک فروغی دوست شد و این دوستی در آینده او را در پیشرفت در سیاست کمک کرد. میرزا محمدعلی خان مدتی حسابدار کلوپ فرانسویها در همدان بود و از این رو به میرزا محمدعلی خان کلوپ معروف شد. سپس به استخدام مالیه همدان درآمد و نماینده این شهرستان در دوره سوم مجلس شورای ملی شد. در مجلس از اعضای اقلیت دموکرات بود. نمایندگی او به یک سال نکشید که به دلیل پیشروی ارتش روسیه بسوی تهران، مجلس تعطیل شد و نمایندگان به قم و کرمانشاه مهاجرت کردند. در دولتی که نظام‌السلطنه مافی در کرمانشاه تشکیل داد، وزیر مالیه شد اما با شکست این دولت به برلن رفت و در انتشار روزنامه کاوه شرکت کرد. بعداً به ایران بازگشت و به مقام خزانه داری کل کشور در وزارت مالیه رسید و در دوره نخست‌وزیری سردارسپه، معاون وزیر مالیه شد. در زمان رضاشاه ابتدا به عنوان وزیرمختار به برلن رفت و در ۲۴ دی ۱۳۰۷ به عنوان سفیر کبیر ایران در افغانستان تعیین شد اما پیش از آنکه راهی محل مأموریت شود، به علت مرگ ابوالقاسم عمید در بهمن ۱۳۰۷ به کفالت (سرپرستی) وزارت امور خارجه تعیین و در شانزدهم آن ماه به مجلس معرفی شد. در سی ام تیر ۱۳۰۸ کفیل وزارت مالیه و در شانزدهم شهریور همان سال وزیر مالیه شد. کمی بعد در سی ام آبان به وزارت امورخارجه رسید. سال بعد در ۲۳ اردیبهشت بار دیگر وزیرمختار ایران در آلمان شد. پس از بازگشت به ایران در دهم شهریور ۱۳۱۱ معاون بانک ملی و سپس رئیس بانک ملی شد.
در پی حمله به متفقین به ایران در سوم شهریور ۱۳۲۰ دوست قدیمی اش محمدعلی فروغی نخست‌وزیر شد و او را وزیر دربار کرد. در عکس معروف صحنه ادای سوگند محمدرضا شاه پهلوی در مجلس شورای ملی در ۲۵ شهریور ۱۳۲۰، محمدعلی فرزین پشت سر او دیده می‌شود.
محمدعلی فرزین در سال ۱۳۲۰ مدتی پس از تصدی وزارت دربار درگذشت.